# ハイテンブ・シクファ
ハイテンブ・シクファ（Haitembu Shikufa、2000年11月28日 - ）は、レパーズに所属するラグビーユニオン選手。

## プロフィール
- ナミビア出身[1]。
- ポジションはプロップ(PR)。
- 身長 178cm、体重 115kg
- ナミビア代表キャップは1（2025年2月現在）でラグビーワールドカップ2023のナミビア代表に選ばれた[2]。

## 略歴
2023年、レパーズに加入。